# Potravinová pyramida

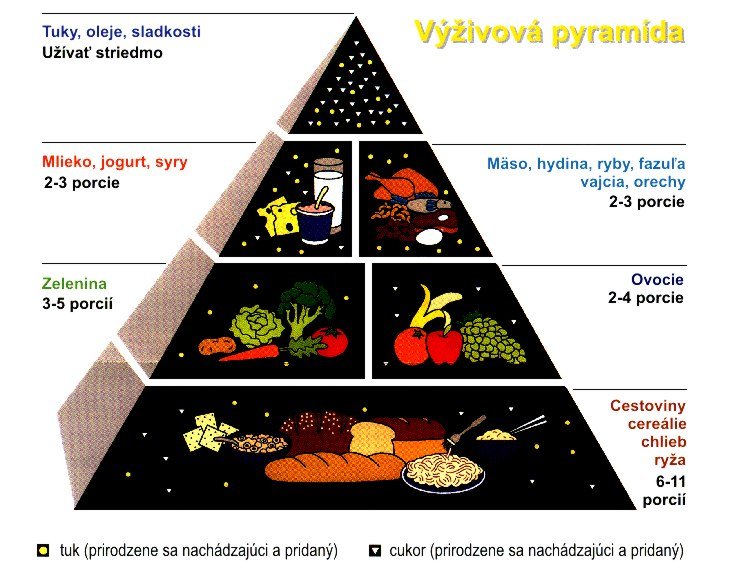
Výživová pyramida podle USDA

Potravinová pyramida je způsob grafického znázornění skupin potravin založený na jejich výživové hodnotě. Pyramida je rozdělena typicky do čtyř pater. Zařazení potraviny do patra určuje, jak často by měl člověk danou potravinu konzumovat: čím vyšší patro, tím méně často.

## Příklad pyramidy

### První patro
Nejníže položené patro tvoří základní suroviny, mezi něž patří hlavně obiloviny, brambory, těstoviny a rýže. Tyto potraviny by měly být nejlépe celozrnné. Obiloviny představují nejlepší základ výživy a jsou pro člověka hlavním zdrojem energie. Počet porcí za den: 3–⁠6.

### Druhé patro
Druhé patro se skládá z ovoce a zeleniny, přičemž přednost má hlavně syrová. Počet porcí ovoce za den: 2–⁠4 porce. Počet porcí zeleniny za den: 3–⁠5 porcí. Tyto potraviny zastupují hlavně zdroje ochranných látek, vitamínů, minerálů a vlákniny.

### Třetí patro
Třetí patro je rozděleno na dvě poloviny. V první polovině se nachází mléčné výrobky (mléko, jogurt, sýry) a v druhé části jsou ryby, maso a drůbež. V těchto potravinách je velký podíl bílkovin, které bychom měli nejvíce jíst v době růstu člověka. Počet porcí mléčných výrobků za den: 2–⁠3. Počet porcí masových výrobků: 1–⁠2.

### Čtvrté patro
Ve čtvrtém patře se nachází nejméně vhodné potraviny, což je sůl, cukr a tuk. Jedná se především o živočišné tuky, které zvyšují hladinu cholesterolu. Počet porcí za den: 0–⁠2.

## Specifické druhy potravinové pyramidy
Na základě prostředí, ve kterém se daná výživová doporučení uplatňují, a různých způsobů stravování lze rozlišit specifické druhy potravinové pyramidy, například Středomořskou potravinovou pyramidu či Vegetariánskou potravinovou pyramidu.